# Mon cœur s'ouvre à ta voix

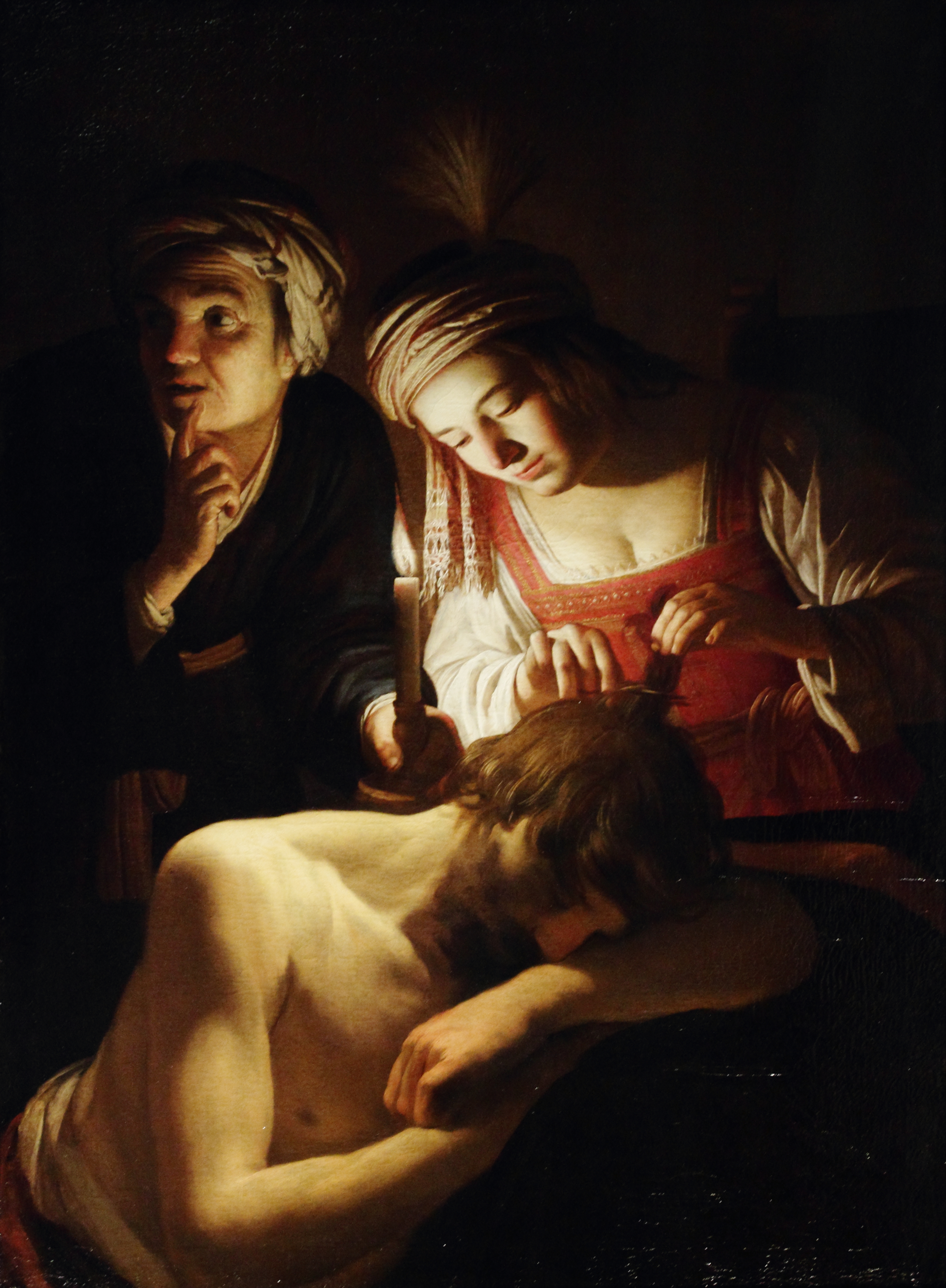
Sansão e Dalila por Gerard van Honthorst, 1615

Mon cœur s'ouvre à ta voix é uma popular ária em Mezzosoprano de Camille Saint-Saëns para a ópera Samson et Dalila (ou simplesmente "Sansão e Dalila").

## Ária e tradução
| Versão em francês | Tradução para o português brasileiro |
| --- | --- |
| Mon cœur s'ouvre à ta voix, comme s'ouvrent les fleurs Aux baiser de l'aurore! Mais, ô mon bienaimé, pour mieux sécher mes pleurs, Que ta voix parle encore! Dis-moi qu'à Dalila tu reviens pour jamais, Redis à ma tendresse Les serments d'autrefois, ces serments que j'aimais! Ah! réponds à ma tendresse! Verse-moi, verse-moi l'ivresse! Ainsi qu'on voit des blés les épis onduler Sous la brise légère, Ainsi frémit mon coeur, prêt à se consoler, A ta voix qui m'est chère! La flèche est moins rapide à porter le trépas, Que ne l'est ton amante à voler dans tes bras! Ah! réponds à ma tendresse! Verse-moi, verse-moi l'ivresse! | Meu coração se abre à tua voz, Como se abrem as flores Ao beijar da aurora! Mas, oh meu bem-amado Para secar melhor meu pranto, Que a tua voz fale de novo! Diz-me que a Dalila Voltarás para sempre, Repete à minha ternura As juras de antigamente, As juras que amei! Ah! Responde à minha ternura! Envolve-me na embriaguez ! Tal como se vê o trigo As espigas ondear Sob a brisa ligeira, Assim treme o meu coração, Pronto para ser consolado, pela tua voz que me é querida! A flecha é menos rápida a carregar a morte, Do que é o teu amor A voar para os teus braços! Ah! Responde à minha ternura! Envolve-me na embriaguez! |